# 雷蒙·斯魯伊特
瑞曼·斯魯伊特（Raemon Sluiter，1978年4月13日—）是一位荷蘭職業網球運動員，1996年轉為職業球員。2010年，他宣布退役。退役后，他转型担任教练，2015年，他成为基基·貝爾騰斯的教练。

## 外部連結
- 雷蒙·斯魯伊特（英文/西班牙文）的官方資料
- 雷蒙·斯魯伊特的國際網球總會 職業／青少年 官方資料（英文）
- 雷蒙·斯魯伊特的官方資料（英文）